# Église Saint-Rémi de Villers-lès-Guise
L'église Saint-Rémi est une église située à Villers-lès-Guise, en France.

## Localisation
L'église est située sur la commune de Villers-lès-Guise, dans le département de l'Aisne.